# 배틀신화
《배틀신화》는 2005년 Mnet에서 방송된 오디션 프로그램이다. 1차 오디션에서 뽑힌 150명중 2차를 통해 30명이 선발됐다. 승리, 가인, 태군, G.NA, 강대규, 장현, 전효성, 재연, 제이멜로우, 주니엘, 박윤화, 비범, 민석, 준용 등이 참가했던 바 있다. 최종적으로 총 6명이 선발되어 굿엔터테인먼트를 통해 '배틀'이라는 팀으로 데뷔했다.

## 최종 선발
류 (원승재), 신기현, 리오 (박지운), 진태화, 휘찬, 크리스